# Matteo Faustini
Matteo Faustini (Brescia, 5 ottobre 1994) è un cantautore e musicista italiano.

## Biografia
Nato a Brescia, si laurea in scienze linguistiche e letterature straniere nel 2016 e nel 2019 diventa maestro di scuola elementare a Cologne.

## Carriera
Appassionato di musica fin dall'infanzia, entra a tredici anni nel coro delle voci bianche del Teatro alla Scala di Milano, avvicinandosi alla lirica.
Partecipa a vari concorsi musicali come Voce The Tunnel di Lodi, dove vince il premio della critica assegnato dalla cantautrice Andrea Mirò, il Festival della canzone di Arese, dove si classifica al secondo posto e vince il premio come miglior inedito, il premio Franco Reitano e il Festival di Ghedi, dove riceve un premio speciale e una borsa di studio presso la Lizard Accademie Musicali. Partecipa e vince il concorso Voce The Tunnel 2017 ed entra nei Smooth Criminals, una band tributo a Michael Jackson con la quale parte per un tour europeo.
Dal 2018 collabora autoralmente con Marco Rettani e con l'etichetta Dischi dei sognatori, con la quale pubblica il suo primo album Figli delle favole, che nel 2020 debutta al secondo posto nella classifica di iTunes ed entra nella classifica dei più venduti della FIMI, raggiungendo la posizione 67.
Anticipato dall'uscita del suo primo brano La bocca del cuore, pubblicato il 12 ottobre 2019, Matteo Faustini partecipa e vince il 10 novembre 2019 il concorso di Area Sanremo con il brano Nel bene e nel male, ritrovandosi il 19 dicembre tra i due finalisti del concorso che sono in lizza per accedere al Festival di Sanremo 2020, a cui Faustini viene ammesso nella sezione "Nuove Proposte". In questa occasione gli viene conferito il Premio Lunezia per il valore letterario del testo. Successivamente viene ospitato nei programmi televisivi Vieni da me, Una storia da cantare, Telethon e L'Italia con voi, e intraprende un tour in Italia e fuori da essa, prendendo parte al Sanremo Giovani World Tour 2020, la tournée organizzata dalla Farnesina e promossa in collaborazione con la Direzione Comunicazione Rai per promuovere nel mondo le giovani promesse della musica pop italiana che, a causa della Pandemia di Covid-19 è stata registrata a Roma nel settembre 2000 e trasmesso in anteprima da RAI Italia il 20 febbraio 2021 e da RAI Premium il 1° marzo 2021 col titolo Sanremo Giovani World Tour 2020 - Virtual Edition.
Il 24 aprile 2020 viene trasmesso in radio il secondo singolo Vorrei (la rabbia soffice), scritto assieme a Marco Rettani; il brano è una lettera a cuore aperto che esprime i sentimenti e lo stato d'animo del cantautore nei confronti della società odierna. Viene inoltre prodotto un video del singolo, diretto da Gaetano Morbioli.
Segue il singolo Il cuore incassa forte, uscito il 4 settembre 2020, girato a Sirmione e diretto nuovamente da Gaetano Morbioli. Dopo tre mesi esce il videoclip de La bocca del cuore.
Il 24 marzo 2021 viene pubblicato il videoclip de Il gobbo, con la partecipazione del Centro nazionale contro il bullismo "Bulli stop". Il successivo 15 giugno esce il singolo 1+1; viene prodotto un video che vede la partecipazione di Romolo Guerreri. Il brano viene lanciato in rotazione radiofonica. Il 29 giugno esce sulle piattaforme digitali il singolo Stanco di piangere, con videoclip diretto da Francesco Ferri Faggioli. Faustini scrive assieme a Marco Rettani il brano Sesso romantico di Marco Carta, singolo uscito il 24 giugno dello stesso anno.
Il 17 dicembre 2021 pubblica il vinile Picture Disc Limited Edition 1+1/Stanco di piangere, contenente sei tracce: 1+1, Stanco di piangere, Nel bene e nel male (feat. Le Deva), Vorrei (la rabbia soffice) (feat. Federica Marinari), 1+1 (instrumental), Stanco di piangere (instrumental).
Il 22 dicembre 2021 partecipa su Tv2000 al Christmas Contest con la vittoria del premio del miglior testo grazie al quale si esibirà la vigilia di Natale su Canale 5. Il giorno di Natale pubblica il videoclip del singolo sul canale Youtube della Warner Music Italy.
Il 19 febbraio 2022, con la canzone L'ultima parola, è finalista tra i big di Una voce per San Marino, il concorso che ha decretato il rappresentante di San Marino all'Eurovision Song Contest 2022. Il 3 marzo, sul suo canale Youtube, pubblica il videoclip del singolo.
Il 5 luglio 2022 pubblica il singolo Tre livelli. Segue il tour estivo in diverse località italiane.
Il 5 dicembre 2022 pubblica il singolo Il girasole innamorato della luna, brano interamente scritto dal cantautore che, sensibilizzando contro l'omofobia in una società che discrimina e giudica, dichiara il suo amore verso l'anima, rifiutando etichette e preconcetti. Il singolo anticipa l'uscita del secondo album Condivivere, pubblicato il 9 dicembre.
Nel gennaio 2023, Matteo Faustini duetta con Federico Franzoni in Brescia, inno della Capitale italiana della cultura 2023, Brescia-Bergamo.
Il 3 aprile 2024 vince il Premio dei Giovani di Amnesty, con il brano Il girasole innamorato della luna, ritirato il 21 luglio 2024 a Rovigo, durante il 27º Festival "Una canzone per Amnesty", dove vince anche il Premio Giuria Popolare.
Il 2 agosto 2024 vince il Premio Nazione "Giovane dell'Anno" a Mola di Bari, dove successivamente si esibisce in concerto nell'arena del Castello.
Il 21 settembre 2024 vince il Premio Cultural Classic 2024 nella Sezione Musica a Napoli, premiazione avvenuta nella storica cornice del Polo delle Arti Caselli Palizzi presso l’Istituto Caselli all’interno del Real Bosco di Capodimonte.

## Discografia

### Album in studio
- 2020 – Figli delle favole
- 2022 – Condivivere

### Singoli
- 2019 – La bocca del cuore
- 2020 – Nel bene e nel male
- 2020 – Vorrei (la rabbia soffice)
- 2020 – Il cuore incassa forte
- 2021 – Il gobbo
- 2021 – 1+1
- 2021 – Stanco di piangere
- 2021 – Per donare
- 2022 – L'ultima parola
- 2022 – 3 livelli
- 2022 – Il girasole innamorato della luna
- 2023 – Sensibile

## Tour
Matteo Faustini Live 2020
- 24 settembre, Milano - Memo
- 26 settembre, Brescia - Der Mast

Matteo Faustini Live 2021
- 10 luglio, Barbariga - Campo Comunale - Notte Comunale
- 14 luglio, Sarzana - Premio Lunezia
- 16 luglio, Cecina - Notte Bianca con Radio Stop
- 24 luglio, Paratico (band)
- 31 luglio, Brescia, Castello - WeloveCastello
- 3 agosto, Erbusco, "E ti vengo a cercare" - Tributo a Franco Battiato
- 25 agosto, Follonica (band)
- 4 settembre, Tolentino - Premio Roveda
- 14 settembre, Forenza - Anfiteatro Villa Comunale (piano e voce)
- 17 settembre, Corte Franca - Franciacorta Golf Club (piano e voce)
- 25 settembre, Montirone - Teatro Il Sicomoro (piano e voce)
- 26 settembre, Dolcè - Volargne - Villa del bene
- 27 settembre, Milano - Terrazza Martini

Matteo Faustini Live 2022
- 28 maggio, Roma - Auditorium Conciliazione - Bullo Men
- 10 giugno, Folzano - Piazza della Chiesa (band)
- 18 giugno, Porto Cesareo - Piazza Nazario Sauro
- 25 giugno, Brescia - Corso Zanardelli
- 1° luglio, San Giovanni Rotondo - Sagrato chiesa San Pio da Pietrelcina (band)
- 13 luglio, Santa Margherita Ligure - Anfiteatro Bildi
- 16 luglio, Monticelli Brusati - Cantina Villa Franciacorta (band)
- 19 luglio, Piombino - Radio Stop Festival
- 24 luglio, Diano Marina - Molo delle Tartarughe (band)
- 28 luglio, Laigueglia - Terrazza Giuseppe Giuliano
- 19 agosto, Sanremo - Piazza Pian di Nava
- 20 agosto, Belpasso - Piazza Dante (band)
- 23 agosto, Forte dei Marmi - Villa Bertelli
- 25 agosto, Isola d'Elba - Radio Stop Festival
- 3 settembre, Pesaro - Piazzale della Libertà
- 8 settembre, Galatro - Via Lungo Metramo
- 9 settembre, Tropea - Piazza Vittorio Veneto
- 10 settembre, Burago di Molgora - Piazza Matteotti
- 17 settembre, Polpenazze del Garda - Castello
- 26 settembre, Roma - L'asino che vola (piano e voce)

Matteo Faustini Live 2023
- 25 aprile, Siracusa - Piazza Duomo (piano e voce)
- 18 novembre, Seriate - Teatro Aurora (band)

Matteo Faustini Live 2024
- 9 febbraio, Milano - Jet Café (band)
- 13 aprile, Firenze - Francesco live (piano e voce)
- 25 maggio, Campobasso - Teatro Savoia (band)
- 21 luglio, Rovigo - Piazza Vittorio Emanuele II - Festival Una canzone per Amnesty (piano e voce)
- 2 agosto, Mola di Bari - Arena Castello - Notte Bianca dei Giovani (band)
- 22 settembre, Rovato - Piazza Cavour (piano e voce)

### Band
- Stefano Vaccari: piano
- Luca Alberti: batteria
- Poncio Belleri: chitarra